# Octopus mariles
Octopus mariles is een inktvissensoort uit de familie van de Octopodidae. De wetenschappelijke naam van de soort werd voor het eerst geldig gepubliceerd in 2007 door Huffard.